# Loi no 46 du Conseil de contrôle
La loi no 46 du Conseil de contrôle est une loi promulguée par le Conseil de contrôle allié le 25 février 1947 et ayant dissous l'État de Prusse (Journal officiel du Conseil de contrôle en Allemagne, p. 262). Il s'agit de l'une des lois du Conseil de contrôle qui s'appuient sur le droit international de l'occupation, dans le cadre de l'occupation de l'Allemagne par les quatre puissances alliées.

## Contenu
Le préambule affirme que la Prusse a « toujours été le porteur du militarisme et de la réaction en Allemagne », et qu'elle a cessé d’exister « en réalité ». Dans l'article 1, l'« État de Prusse », son gouvernement et ses autorités subordonnées sont dissous et incorporés ; l'article 2 ordonne que les parties de la Prusse qui sont « soumises à la suprématie du Conseil de contrôle » reçoivent le statut juridique de Länder ou soient ajoutées à des Länder, ainsi que, suivant l'article 3 fonctions, actifs et passifs de la Prusse, sous réserve des accords conclus par l'Autorité de contrôle alliée.

## Validité
La loi n° 46 du Conseil de contrôle du 25 février 1947 a été signée à Berlin le même jour et est entrée en vigueur immédiatement.
Pour la République démocratique allemande, elle a été abrogée en 1955 par la décision du Conseil des ministres de l'URSS portant dissolution de la Haute Commission de contrôle de l'Union soviétique en Allemagne (de) du 20 septembre 1955. Pour la République fédérale d'Allemagne, elle a été formellement abrogée par la Loi du 23 novembre 2007 portant affinement du droit professionnel (de).

## Effets
Par cette loi, la Prusse fut également dissoute de jure en tant qu'unité administrative pour la durée de l'occupation, après que son territoire a été divisé en zones d'occupation à la suite de la fin de la Seconde Guerre mondiale ; un État prussien unifié avait, selon l'opinion largement répandue, déjà effectivement cessé d'exister.
Selon un autre point de vue, minoritaire celui-ci, la loi n° 46 du Conseil de contrôle était simplement de nature déclaratoire ; l'État libre de Prusse avait déjà cessé d'exister avec l'entrée en vigueur de la loi sur la reconstruction du Reich du 30 janvier 1934 (RGBl. I, p. 75 ; voir Gleichschaltung). Toutefois, cette opinion est contrée par l'argument selon lequel il faut faire une distinction entre l'existence de la Prusse en tant qu'État partiellement souverain (État fédéré) et en tant qu'entité juridique : la loi sur la reconstruction du Reich a simplement privé les États allemands de leur souveraineté, même s'ils ont continué à exister en tant qu'entités juridiques.

## Réimpression
La loi n° 46 du Conseil de contrôle est imprimée dans :
- Ernst Rudolf Huber (éd.) : Quellen zum Staatsrecht der Neuzeit. Band 2: Deutsche Verfassungsdokumente der Gegenwart (1919–1951). Matthiesen, Tübingen 1951, p. 648.

## Liens Web
- Loi du Conseil de contrôle n° 46 du 25 février 1947. Dans : Journal officiel du Conseil de contrôle en Allemagne, numéro 14 du 31 mars 1947, p. 262, copie numérique de la Bibliothèque nationale allemande : urn   .
- Loi n° 46 du Conseil de contrôle allié en Allemagne sur la dissolution de l'État de Prusse, 25 février 1947 (PDF)
- Gilbert Gornig sur la loi n° 46 du Conseil de contrôle sur 1000dokumente.de (PDF)